# Diego Nicoletti
Diego Nicoletti (Valdagno, 17 settembre 1983) è un ex hockeista su pista e allenatore di hockey su pista italiano, allenatore del settore giovanile del Trissino.

## Carriera

### Club

#### Trissino
Inizia a pattinare all'età di 4 anni con il Trissino. Passa tutte le giovanili nel Trissino fino all'età di 19 anni. Nel 2004 all'età di 21 anni ritorna a Trissino dove gioca in serie B. Dopo una stagione passata in prestito al Hockey Thiene in serie A2 ritorna al Trissino dove rimarrà per 3 anni nella massima serie. Un ottavo, un quarto ed un quinto posto rispettivamente nei tre anni in questa società e 3 play off scudetto. Oltre 30 reti in questi 3 anni.

#### Thiene
Passa al Thiene nel 2005 per acquisire un po' di esperienza in più mettendo a segno una ventina di gol. La squadra si classificherà sesta alla fine della regular season.

#### Breganze
Passa al Breganze nel 2009 e rimarrà per due anni molto importanti per la crescita professionale. Un quarto ed un quinto posto, 2 semifinali scudetto ed una quarantina di gol in due anni.

#### Valdagno
Passa al Valdagno nel 2011. Una stagione importante quella del 2011-2012 per lui nel Valdagno: una supercoppa ed uno scudetto. Venti gol alla fine della stagione sarà il suo bottino tra campionato ed Eurolega. In Eurolega si qualifica per la CERH European League 2011-2012 a Lodi arrivando fino in semifinale persa con il Liceo la Coruña.
Nella stagione 2012-2013 sempre con il Valdagno conquista una Supercoppa italiana, una Coppa Italia e il suo secondo scudetto, protagonista nella stagione con 24 reti. Nei play off mette a segno la bellezza di 10 reti, 6 delle quali nella finale con il Viareggio (record per lui). Disputa la final four a Porto uscendo proprio con i padroni di casa. La coppa se l'aggiudicherà alla fine il Benfica.

#### Trissino
Ritorna al Trissino nel 2014 per il campionato 2014-2015.

#### Bassano
Passa al Bassano per la stagione 2015-2016.

#### Valdagno
Ritorna a Valdagno per la stagione 2016-2017

#### Trissino
Ritorna al Trissino per due stagioni, ma poi è costretto a lasciare il club.

#### Sandrigo
Passa al Sandrigo, ma la stagione non viene portata a termine a causa del Covid-19.

#### Montebello
Passa al Montebello per la stagione 2020-2021 e 2021-2022. Appende i pattini al chiodo al termine della stagione.

## Palmarès

### Trofei nazionali
- Campionato italiano: 2

:Valdagno: 2011-12, 2012-13
- Coppa Italia: 2

:Valdagno: 2012-13, 2013-14
- Supercoppa Italiana: 2

:Valdagno: 2011-12, 2012–13